# 경시 (현한)
경시 또는 갱시(更始)는 중국 신(新) 말기에 일어난 한(漢) 부흥군이 옹립한 경시제(更始帝)가 사용한 연호이다. 23년에서 25년까지 3년 동안 사용하였다. 23년에 옹립된 경시제(更始帝)는 신(新)과 별도의 연호로 경시를 사용하였다. 경시제 정권은 통일된 정권은 아니지만 일반적으로 신(新) 멸망 후에 후한(後漢)이 건국될 때까지의 기준 연호로 사용되었다.
같은 시기에 사용된 다른 연호로는 농서 지방의 군벌 외효(隗囂)가 23년부터 사용한 한복(漢復), 파촉 지방의 군벌 공손술(公孫述)이 세운 성가(成家)에서 25년부터 사용한 용흥(龍興), 적미군(赤眉軍)이 옹립한 유분자(劉盆子)가 25년부터 사용한 건세(建世) 등이 있다.

## 개원
계미년(癸未年) 3월 1일(23년 3월 11일)에 한나라를 재건 후 연호를 경시(更始)로 건원함.

## 연대대조표
| 경시                | 원년            | 2년        | 3년             |
| 서력                | 23년            | 24년       | 25년            |
| 육십간지 (六十干支) | 계미(癸未)      | 갑신(甲申) | 을유(乙酉)      |
| 신(新)              | 지황(地皇) 4년  | -          | -               |
| 외효(隗囂)          | 한복(漢復) 원년 | 2년        | 3년             |
| 후한(後漢)          | -               | -          | 건무(建武) 원년 |
| 성가(成家)          | -               | -          | 용흥(龍興) 원년 |
| 유분자 (劉盆子)     | -               | -          | 건세(建世) 원년 |

## 같이 보기
- 다른 왕조의 같은 연호
  - 서진(西秦) 경시(409년 ~ 412년)
  - 서연(西燕) 경시(385년 ~ 386년)

- 중국의 연호

| 이전 연호 지황(地皇) <신(新)> | 중국의 연호 한(漢) 부흥군 | 다음 연호 건무(建武) <후한(後漢)> |